# Mateřídouška olysalá

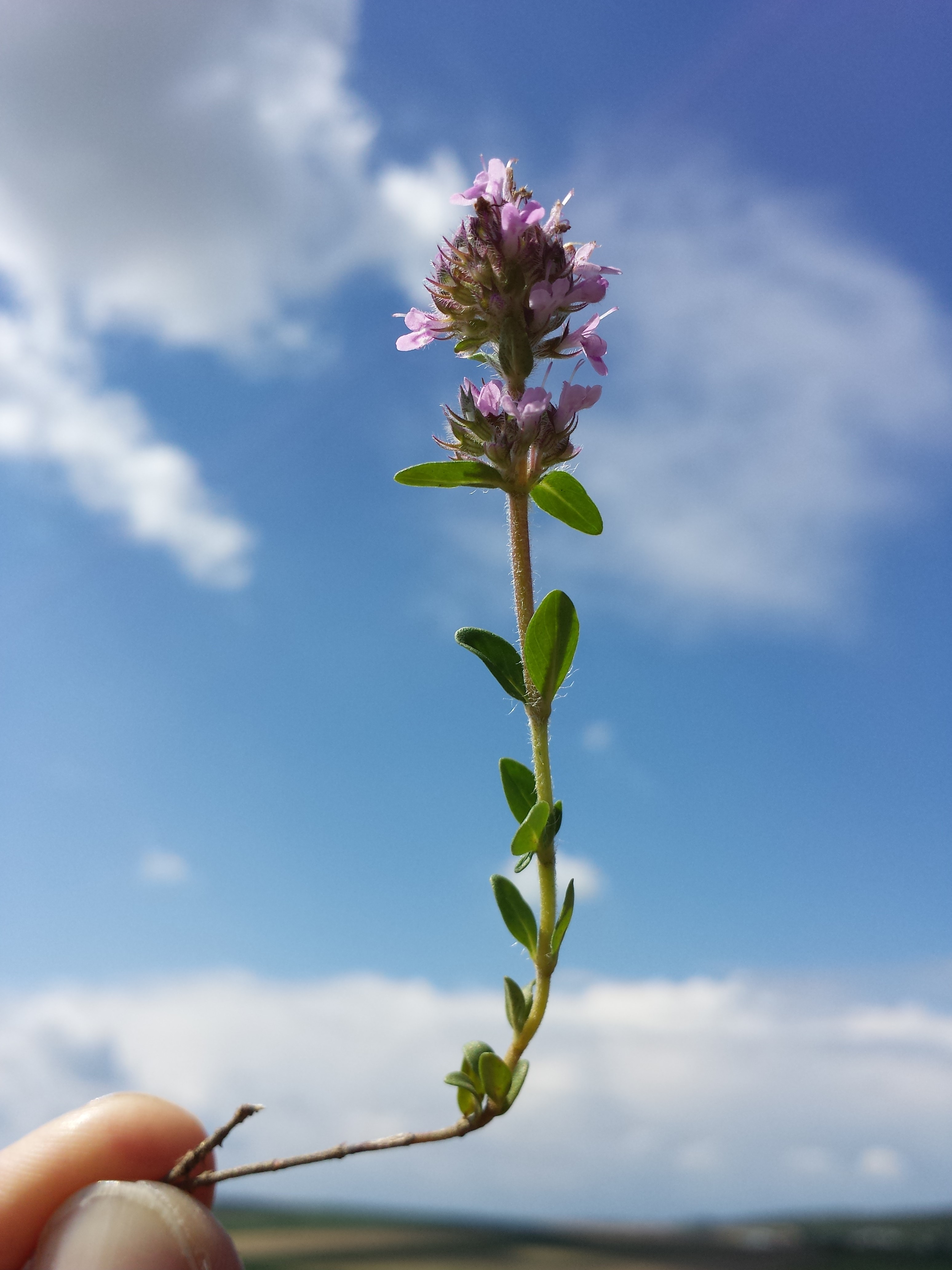
Lodyha s květenstvím

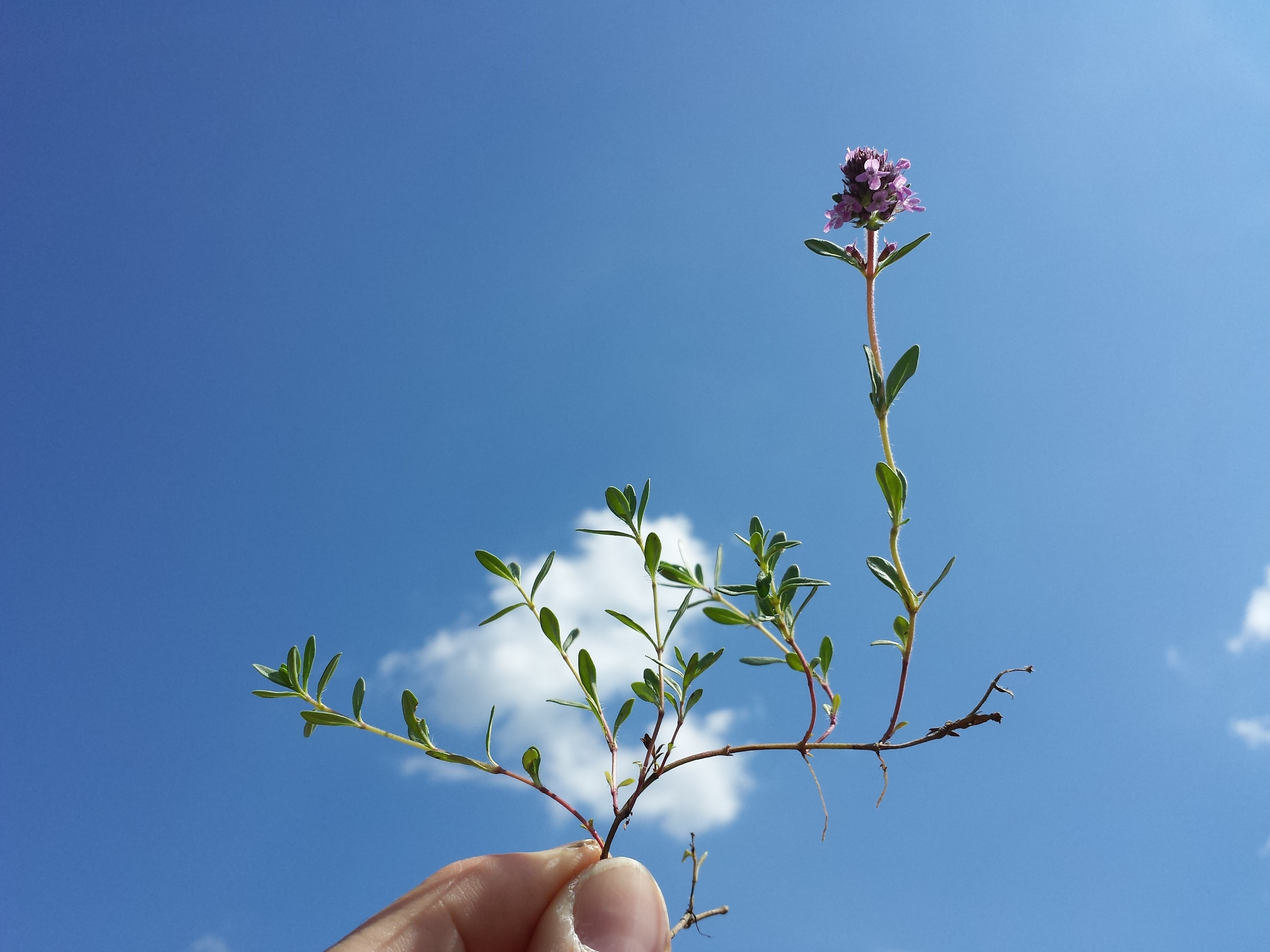
Jalové a květná lodyha

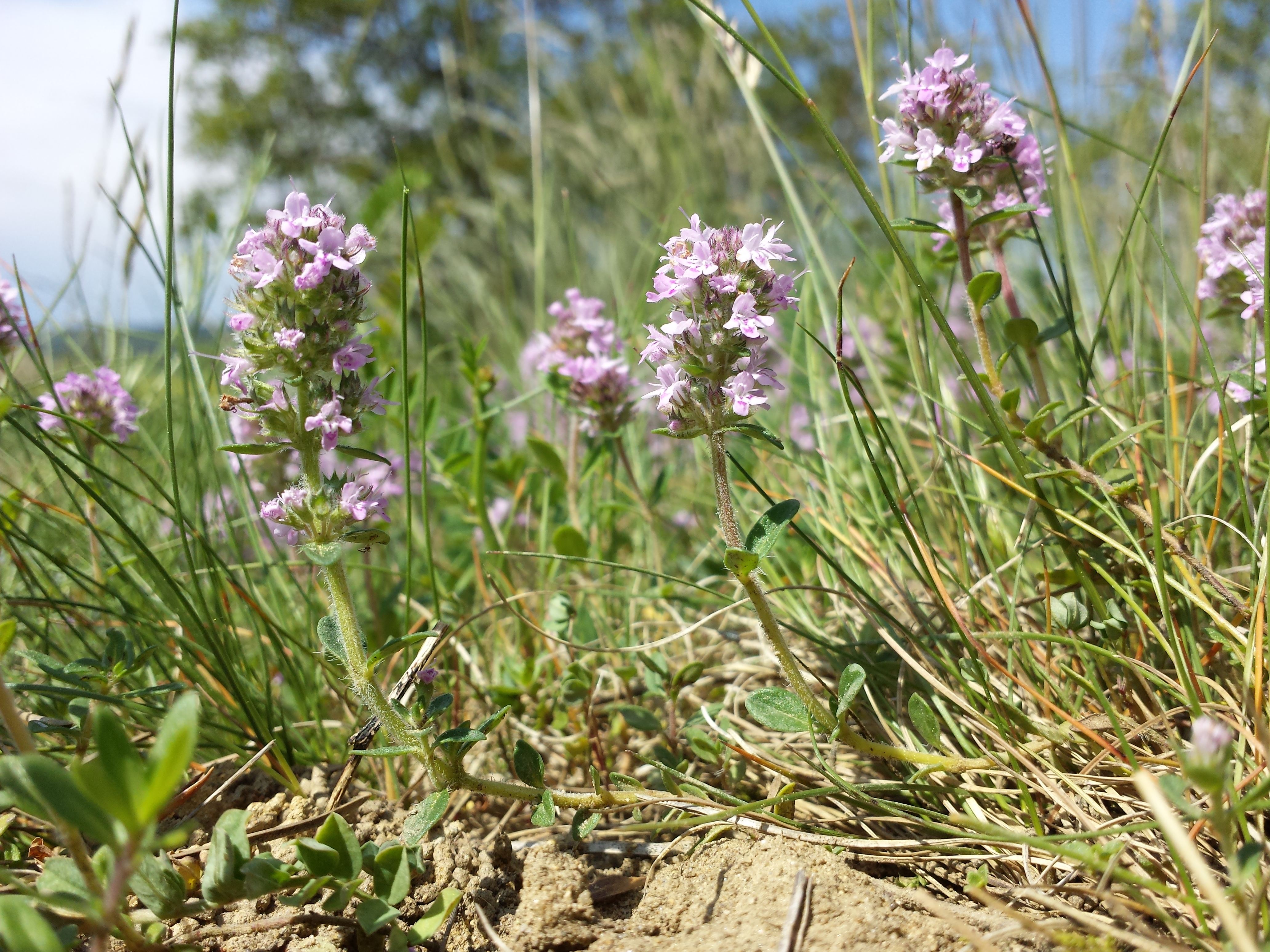
Květenství mateřídoušky olysalé

Mateřídouška olysalá (Thymus glabrescens) je vytrvalá, silně aromatická bylina keříkovitého vzrůstu, nejvýše 30 cm vysoká, kvetoucí v letních měsících drobnými růžovými květy. Vydává silnou vůni, převážně za slunného počasí. Rostlina je v české přírodě původním druhem, avšak její početní stavy se snižují a v Červeném seznamu ohrožených druhů cévnatých rostlin České republiky je zařazena mezi ohrožené druhy (C3). Druhové jméno „olysalá“ pochází od skutečnosti, že kalichy květů jsou při kvetení z vnější strany bez chlupů.

## Rozšíření
Bylina je původním druhem v jihovýchodní Evropě (Bulharsko, Rumunsko a bývala Jugoslávie), ve východní (Ukrajina) a střední Evropě (Česká republika, Slovensko, Maďarsko, Polsko, Rakousko a Švýcarsko). Nejistá je její původnost ve Francii.
Celkové rozšíření je nedokonale známo kvůli obtížím při určování dle herbářových položek, kde často dochází k záměně s podobnými morfotypy druhu mateřídoušky panonské. V České republice se objevuje pouze na nejteplejších místech termofytika. Na Moravě to je na jihu Brněnska a Výškovska, v Hustopečsku, Čejčsku a na Pavlovských vrších. V Čechách roste jen řídce a to v širokém okolí Prahy.

## Taxonomie
Mateřídouška olysalá je mnohotvárný druh a je řazena do komplexu podobných druhů Thymus pannonicus agg. Je asi hybridního původu a na jejím vzniku mají pravděpodobně účast mateřídouška panonská a některý druh z okruhu blízkého mateřídoušce časné, čemuž nasvědčuje občasné monopodiální větvení mladých rostlin. Rozrůznění v oddělených částech regionu dokonce naznačuje možný vícenásobný vznik. V mezích morfologické variability se mateřídouška olysalá často překrývá s mateřídouškou panonskou a do toho ještě zasahuje hybridizace s mateřídouškou časnou. Proto někdy lze podle herbářových sběrů určit taxon tu s větší a jinde s menší mírou přibližnosti.
Před několika léty ztotožnil Rafaël Govaerts z Kew mateřídoušku olysalou s mateřídouškou vonnou (Thymus odoratissimus), Mill. 1768. Pokud toto sjednocení bude potvrzeno, bude mít vědecké jméno Thymus odoratissimus prioritu, neboť je původnější než Thymus glabrescens. V tomto článku, určeném pro české prostředí, je používáno tradiční pojmenování uvedené ve „Květeně ČR“ z roku 2000 i v „Klíči ke květeně České republiky“ z roku 2019.

## Ekologie
Teplomilný chamaefyt vyskytující se nejčastěji hromadně v xerotermních, málo výživných trávnících, na suchých kamenitých svazích, výslunných lesostepních stráních, na mezích nebo po okrajích teplomilných doubrav a dubohabřin, obvykle na hlubších, sprašových půdách mírně zásaditých. Rostlina kvete od konce května do července. Ploidie druhu se uvádí 2n = 56 nebo 58.

## Popis
Nízký keřík, ne vyšší než 30 cm, s dřevnatějícím, do široka větveným kořenem. Stonky, dlouhé 10 až 30 cm, jsou plazivé nebo vystoupavé, v uzlinách často koření, větví se sympodiálně a jsou zakončené květonosnou lodyhou. Květonosné lodyhy směřují vzhůru, dlouhé 8 až 20 cm, jsou vystoupavé až přímé, na průřezu slabě čtyřhranné a po celém povrchu jsou stejnoměrně chlupaté.
Listy adaptované na suché klima jsou na stonku umístěné vstřícně. Jsou opadavé, sklerofylní, téměř přisedlé, částečně chlupaté a mají silně vyvinuté sklerenchymatické pletivo způsobující jejich tuhost a kožovitost. Listy květonosné lodyhy se liší podle vertikálního umístění. Spodní jsou drobné, mají krátký řapík a jejich čepel je kopisťovitá až široce eliptická. Střední listy jsou o málo větší, téměř přisedlé a jsou nejširší těsně nad polovinou délky. Nejvyšší listy jsou největší, přisedlé, eliptické až obvejčité, 10 až 17 mm dlouhé a 3 až 6 mm široké, jsou nejširší nad polovinou délky a mohou být lysé nebo chlupaté, všechny jsou celokrajné. Žilky na rubu čepele jsou jen málo vyniklé a nikdy netvoří po okraji souvislou žilku.
Květy jsou růžové, aromatické, drobné, krátce stopkaté a oboupohlavné. Vyrůstají z drobných listenů a jsou seskupené do krátce válcovitých květenství lichoklasů, jež mají dolní přesleny od sebe oddálené; v květenství nejsou stopkaté žlázky. Kalich je trubkovitý, dvoupyský, asi 3 mm dlouhý, na hřbetu olysalý a vytrvalý. Tři cípy horního pysku jsou trojhranné a dva dolní jsou užší, v ústí trubky jsou tvrdé chloupky. Koruna je trubkovitá, slabě dvoupyská, 5 až 7 mm dlouhá, řídce chlupatá, růžová, řídce i bílá. Největší horní rovný pysk je mělce dvoulaločný s vykrojením, dolní sehnutý pysk je trojlaločný. Čtyři tyčinky s nestejně dlouhými nitkami nesou červenofialové prašníky vyčnívající z koruny, čnělka s dvoulaločnou bliznou je až ve zralosti delší. Opylovači jsou hlavně včely, které přilétají pro vonný nektar ukrytý v dolní části korunní trubky. Květy jsou cizosprašné a protandrické, pro zajištění opylení cizím pylem dospívají nejdříve prašníky, kdežto čnělka je zpočátku nevyvinutá. Teprve později čnělka povyroste a blizna zaujme místo před vchodem do koruny.
Po odkvětu koruna odpadne a kalich uzavře věnečkem chloupků zrající tvrdky, v květu bývají čtyři. Tvrdky, semena, jsou do 1 mm dlouhé, široce vejčitého tvaru a hnědě zbarvené. Po dozrání z kalichu hned nevypadávají, ale kalich časem od stopky odpadne a vítr jej i s tvrdkami roznese po okolí. Semena jsou i myrmekochorní, roznášejí je také mravenci.

## Možnost záměny
V české přírodě lze mateřídoušku olysalou snadno zaměnit mateřídouškou panonskou, její stonky se větví sympodiálně a bývají zakončené květenstvími a listy jsou eliptické až čárkovitě kopinaté, hustě chlupaté, přisedlé či krátce řapíkaté a hlavně kališní lístky jsou hustě chlupaté. Dalším podobným druhem je mateřídouška úzkolistá, která sice má monopodiální větvení, ale její úzké listy jsou vždy lysé.

## Význam
Mateřídouška olysalá je významnou medonosnou rostlinou. Pro svou aromatičnost, vytrvalost, suchu odolnost a snadné rozšiřování je používána jako nenáročná skalnička. Obsahuje, stejně jako ostatní v Česku rostoucí druhy mateřídoušky, mnohé silice, hořčiny, třísloviny, saponiny, flavony i minerální látky a jejich léčivých vlastností je využíváno v léčitelství i kosmetice. Dnes je však jako ohrožený druh chráněna a nelze ji v české přírodě sbírat.